# Tetragnatha shinanoensis
Tetragnatha shinanoensis là một loài nhện trong họ Tetragnathidae.
Loài này thuộc chi Tetragnatha. Tetragnatha shinanoensis được miêu tả năm 1978 bởi Okuma & Chikuni.